# مقاطعة ماكلين (داكوتا الشمالية)
ماكلين (بالإنجليزية: McLean)‏ هي إحدى مقاطعات ولاية داكوتا الشمالية في الولايات المتحدة الأمريكية.